# Gare de Guiyang-Est
La gare de Guiyang-Est (chinois simplifié : 贵阳东站 ; chinois traditionnel : 貴陽東站 ; pinyin : Guìyáng dōng zhàn) est une gare ferroviaire située dans le district de Wudang, à Guiyang, dans la province de Guizhou, en Chine. Les lignes à grande vitesse Shanghai – Kunming et Chongqing – Guiyang se croisent à cette gare.  Cette gare a ouvert le 2 novembre 2017.